# Batocera rufomaculata
Batocera rufomaculata es una especie de escarabajo longicornio del género Batocera,  subfamilia Lamiinae. Fue descrita científicamente por Degeer en 1775.
Se alimenta de Ficus carica, Carica papaya, Mangifera indica y Shorea robusta. Puede ser infectado parasíticamente por Avetianella batocerae.
Se distribuye por África, Barbados, Comoras, isla Reunión, Mauricio, islas Andamán y Nicobar, Islas Vírgenes Británicas, India, Israel, Jordania, Líbano, Madagascar, islas Mascareñas, Nepal, Omán, República Árabe Siria, Seychelles y Turquía. Mide 24-60 milímetros de longitud. El período de vuelo ocurre en todos los meses del año.

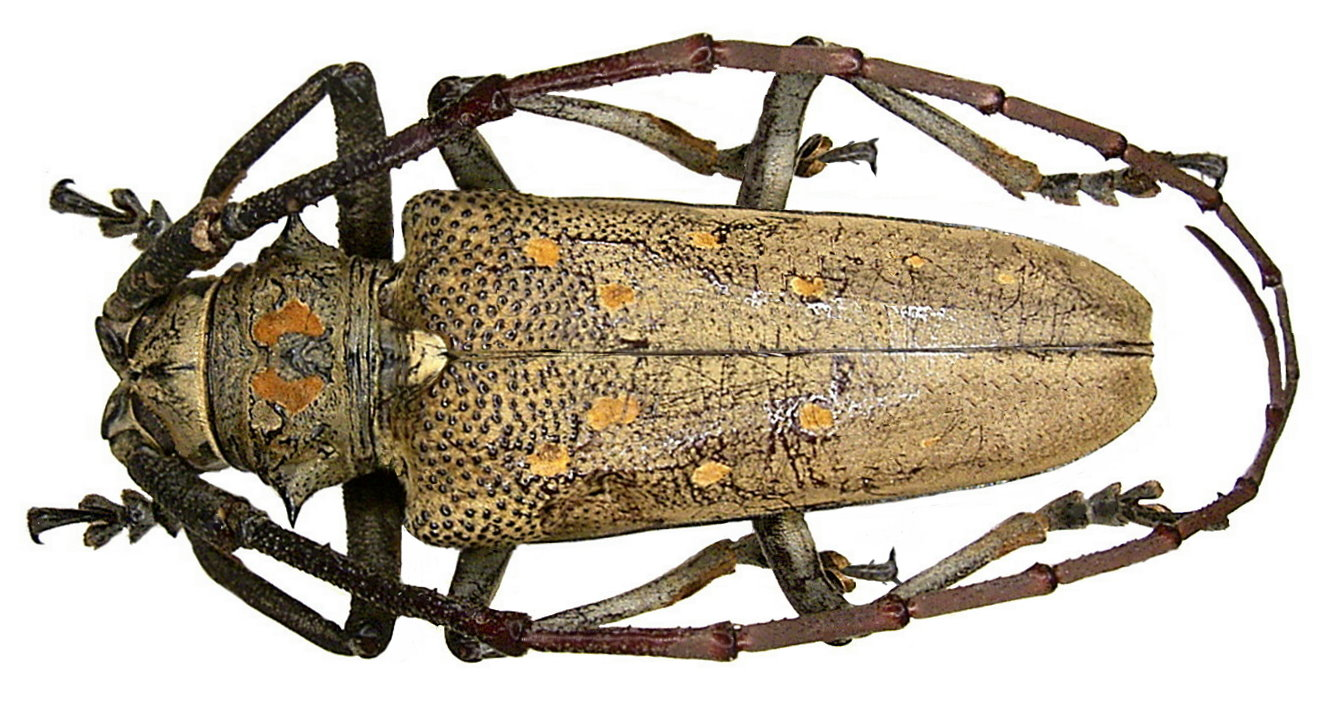
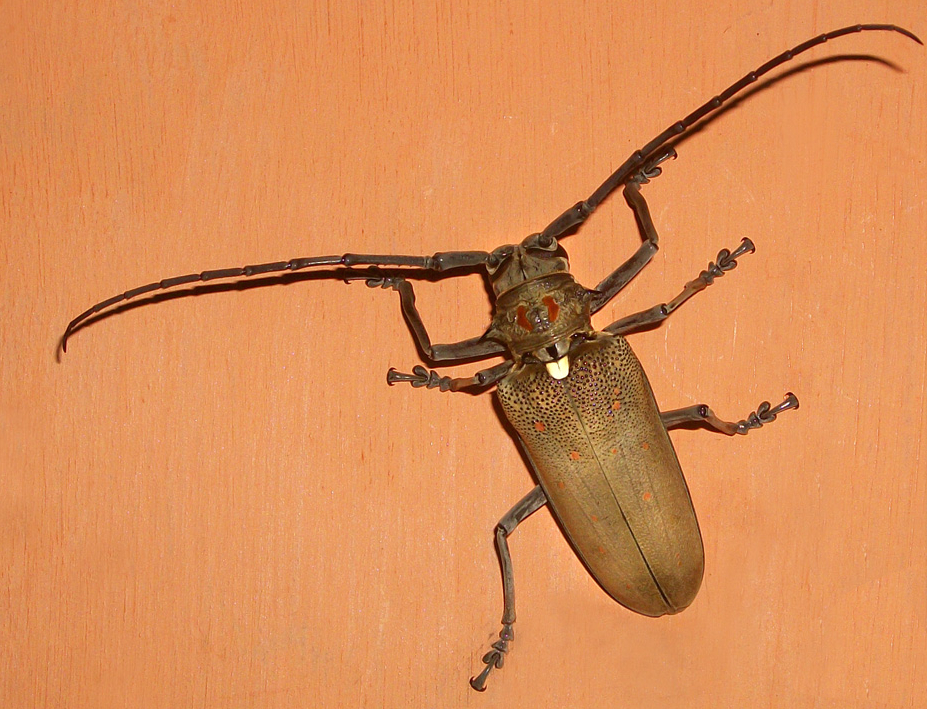
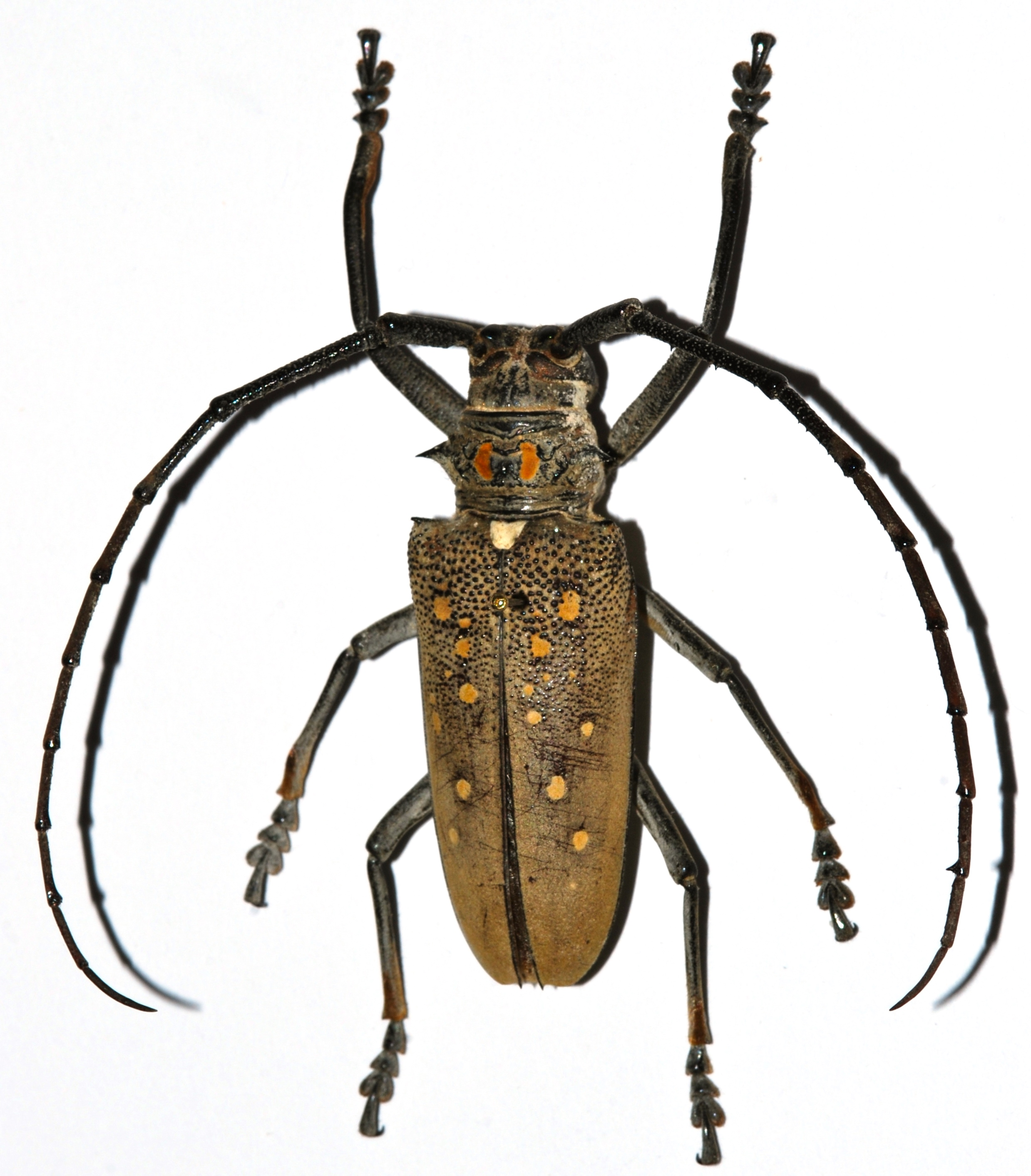
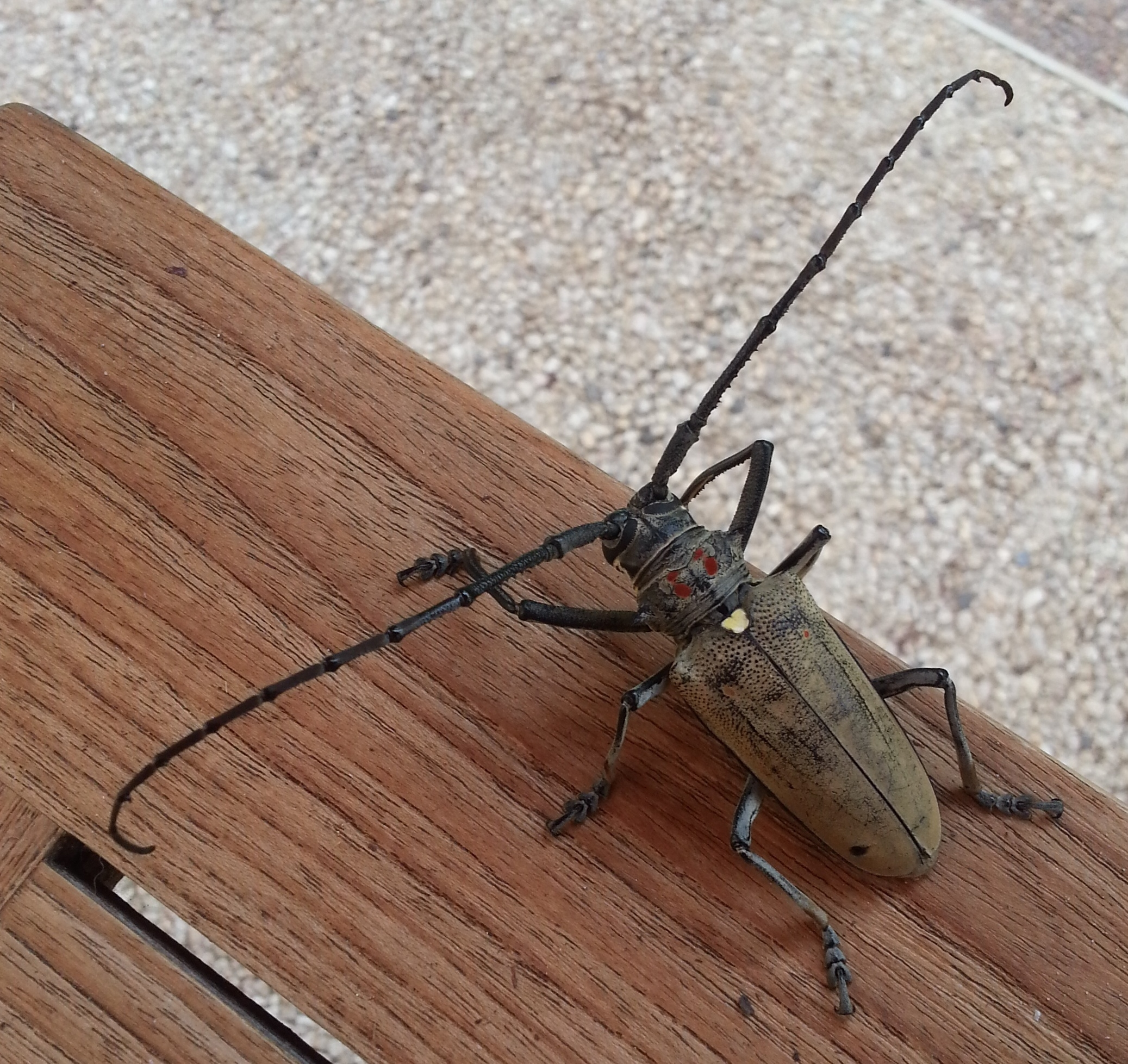
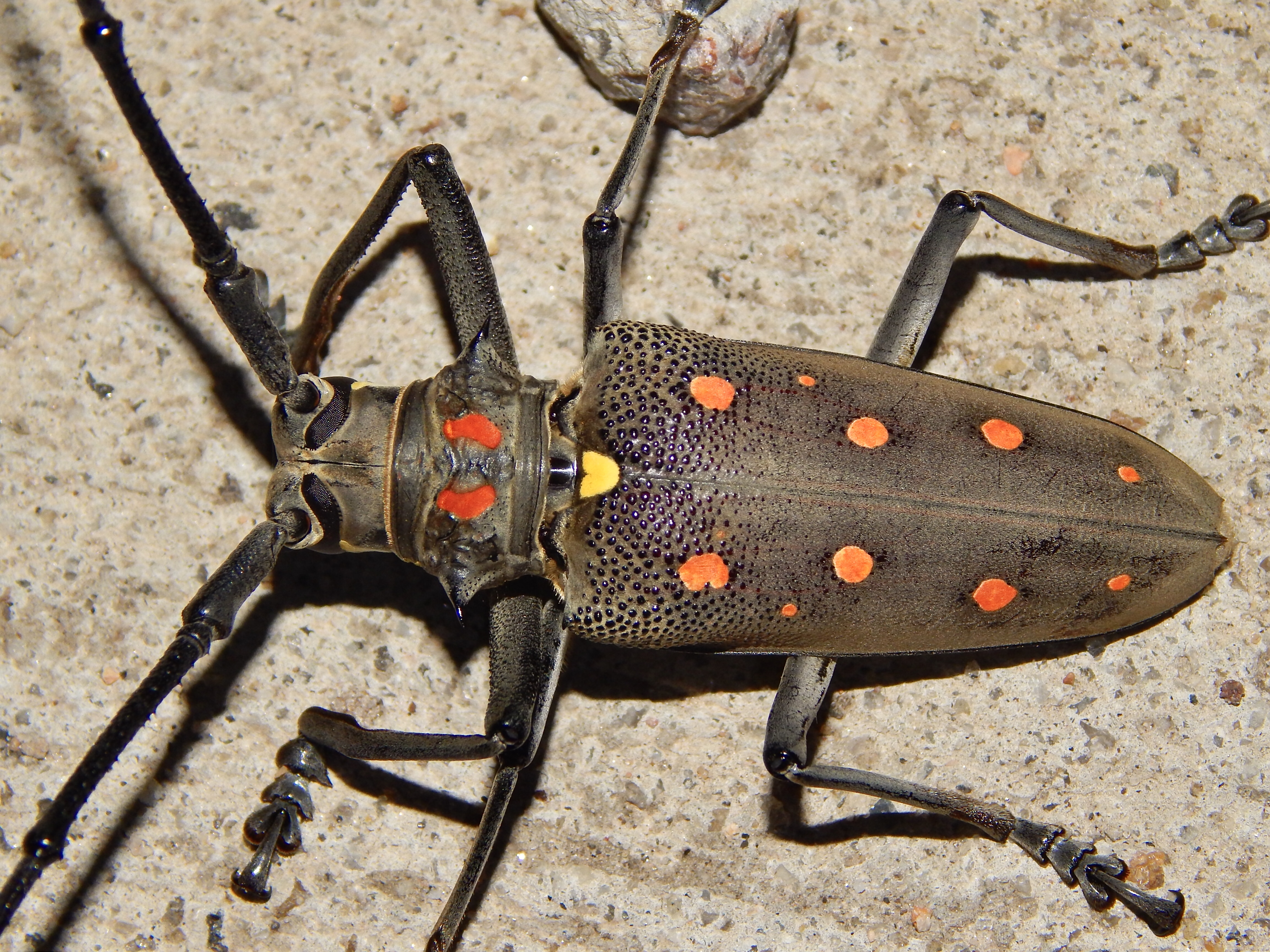
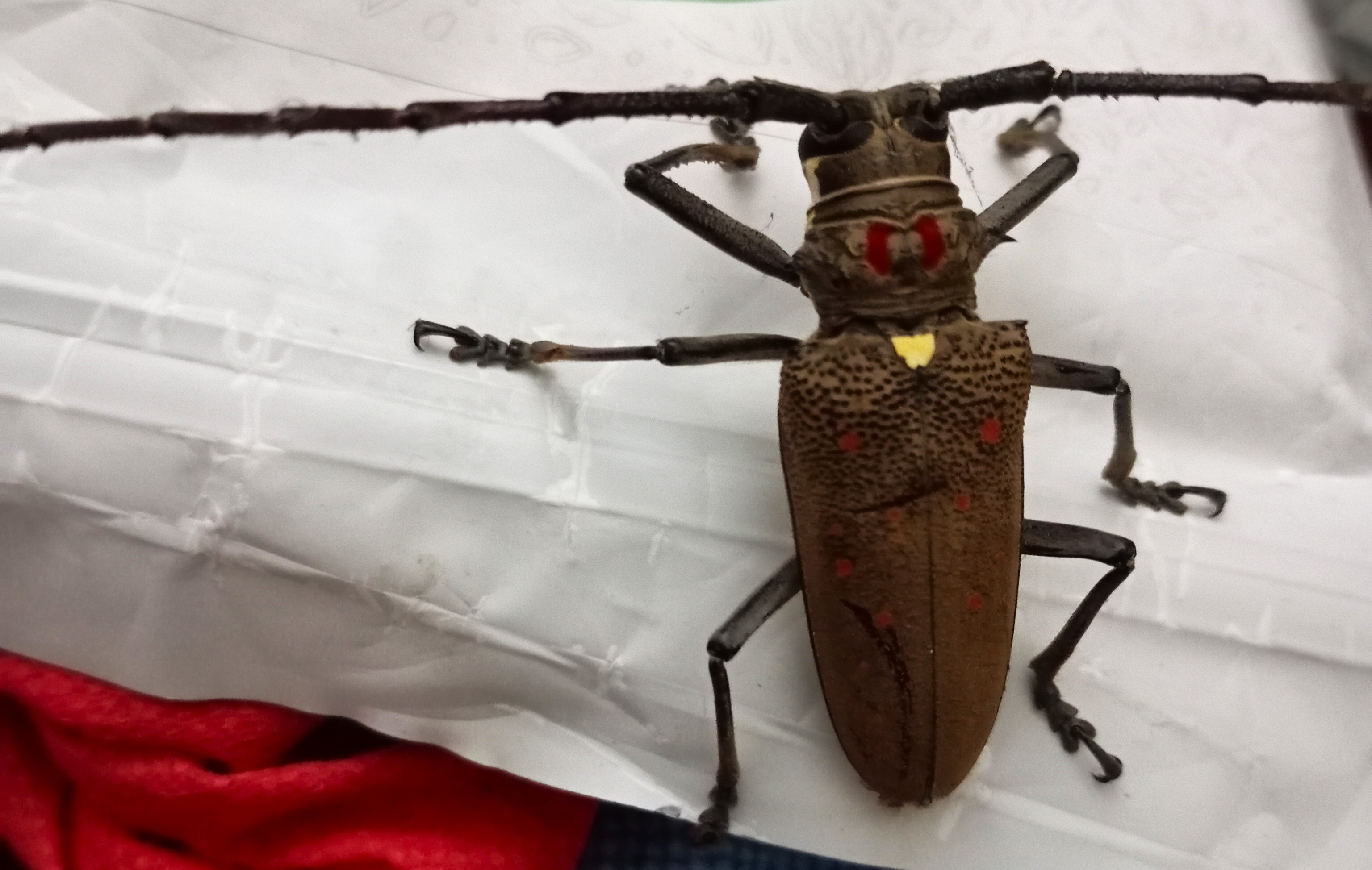